# Blow'n Chunks
Blow'n Chunks es el primer álbum en directo de la banda Flipper, lanzado en 1984. La grabación se llevó a cabo en el show que la banda realizó en el CBGB durante el Día de Acción de Gracias de 1983.

## Lista de canciones
1. Way Of The World
2. The Lights, The Sound, The Rhythm, The Noise
3. Shed No Tears
4. Love Canal
5. Ha Ha Ha
6. In Your Arms
7. Life Is Cheap
8. In Life My Friend
9. Get Away
10. Life Is Cheap
11. Sacrifice
12. If I Can't Be Drunk
13. Ice Cold Beer

## Créditos
- Ted Falconi: Guitarra
- Steve DePace: Batería
- Bruce Loose:  Voz, Bajo
- Will Shatter:  Voz, Bajo